# Europaparlamentsvalet i Luxemburg 2004
Europaparlamentsvalet i Luxemburg 2004 ägde rum söndagen den 13 juni 2004. Totalt var 229 550 personer röstberättigade i valet om de sex mandat som Luxemburg hade tilldelats innan valet. I valet tillämpade landet ett valsystem med partilistor och d’Hondts metod, utan någon spärr för småpartier. Trots det proportionella valsystemet, blev mandatfördelningen skev på grund av det låga antal mandat som fördelades. Detta gynnade särskilt det största partiet, Kristsociala folkpartiet. I valet var det möjligt för varje väljare att avlägga lika många röster som antal mandat, det vill säga sex röster.
Valets vinnare var Kristsociala folkpartiet och Déi Gréng. Kristsociala folkpartiet gick framåt med över fem procentenheter, medan Déi Gréng ökade med drygt fyra procentenheter. Inga av förändringarna var dock tillräckligt stora för att ge utslag i mandatfördelningen. Samtidigt backade Socialistiska arbetarpartiet med en och en halv procentenhet och Demokratiska partiet med 5,6 procentenheter. Inte heller dessa förändringar var tillräckligt stora för att ge utslag i mandatfördelningen. Således innebar valet inga förändringar i mandatfördelningen, och de fyra etablerade partierna behöll sina mandat.
Parallellt med Europaparlamentsvalet, hölls även val till Luxemburgs parlament. Valdeltagandet var betydligt högre än snittet för hela unionen. Det höga valdeltagandet berodde främst på att Luxemburg tillämpade ett obligatoriskt valdeltagande samt att nationella val hölls samtidigt som Europaparlamentsvalet. Totalt röstade 91,35 procent av väljarna, vilket var det tredje högsta valdeltagandet någonsin i ett Europaparlamentsval och långt över det genomsnittliga valdeltagandet i hela unionen. Dessutom var det en ökning jämfört med valet 1999, som hade inneburit det lägsta valdeltagandet i ett Europaparlamentsval i Luxemburg.

## Valresultat
| |         |  |         |        |
| | Andel   |  | Antal   | Mandat |
| Kristsociala folkpartiet                                                                           | 37,14 % |  | 404 823 | 3      |
| Kristsociala folkpartiet                                                                           | +5,47 % |  | +83 802 | ±0     |
| Socialistiska arbetarpartiet                                                                       | 22,06 % |  | 240 484 | 1      |
| Socialistiska arbetarpartiet                                                                       | –1,52 % |  | +1 436  | ±0     |
| Déi Gréng                                                                                          | 15,02 % |  | 163 754 | 1      |
| Déi Gréng                                                                                          | +4,32 % |  | +55 240 | ±0     |
| Demokratiska partiet                                                                               | 14,87 % |  | 162 064 | 1      |
| Demokratiska partiet                                                                               | –5,59 % |  | –45 315 | ±0     |
| Övriga partier och kandidater                                                                      | 10,90 % |  | 118 811 | 0      |
| Övriga partier och kandidater                                                                      | –2,69 % |  | –19 010 | ±0     |
| Ogiltiga och blanka röster                                                                         | 8,35 %  |  | 17 504  | 0      |
| Ogiltiga och blanka röster                                                                         | –0,32 % |  | –42     | ±0     |
| Valdeltagande                                                                                      | 91,35 % |  | 209 689 | 6      |
| Valdeltagande                                                                                      | +4,71 % |  | +7 305  | ±0     |
| Antal röstberättigade 229 550 03 EPP-ED 01 PES 01 ALDE 01 G/EFA 00 GUE/NGL 00 IND/DEM 00 UEN 00 NI |         |  |         |        |